# Comisión Trilateral
La Comisión Trilateral es una organización internacional privada fundada en 1973, en el contexto de la Guerra Fría. Fue creada por iniciativa de David Rockefeller, por entonces presidente del Chase Manhattan Bank y exmiembro ejecutivo del Council on Foreign Relations y del Grupo Bilderberg. La organización aglutina a personalidades destacadas de la economía y los negocios de las tres zonas principales de la economía capitalista: Estados Unidos, Europa Occidental y Japón. 

## Funcionamiento
Los orígenes de la comisión se encuentran en una reunión del Grupo Bilderberg en 1972 en la cual David Rockefeller propuso la creación de una Comisión Internacional para la Paz y la Prosperidad (International Commission of Peace and Prosperity). Por esta época, Estados Unidos se encontraba enfrentado a la Unión Soviética en el marco de la Guerra Fría. Además existía cierta discordia entre Estados Unidos y sus aliados en Europa Occidental, Japón y Canadá. La Comisión Trilateral se constituyó oficialmente en 1973 con personalidades de Japón, América del Norte (Estados Unidos y Canadá) y  Europa Occidentalpara fomentar un diálogo político y económico sustantivo en todo el mundo capitalista.  
Zbigniew Brzezinski, un asesor de Rockefeller que era un especialista en asuntos internacionales (y más tarde sería nombrado Asesor de Seguridad Nacional por el presidente Jimmy Carter de 1977 a 1981), dejó la Universidad de Columbia para organizar el grupo, junto con:
- Edwin Reischauer, profesor de la Universidad de Harvard y embajador de Estados Unidos en Japón, 1961-1966
- George S. Franklin, director ejecutivo del Council on Foreign Relations en Nueva York
- Gerard C. Smith, negociador de los Acuerdos SALT
- Henry D. Owen, director de estudios de política exterior de la Brookings Institution
- Max Kohnstamm, European Policy Centre
- Robert R. Bowie, la Asociación de Política Exterior y director del Centro de Asuntos Internacionales de Harvard
- Marshall Hornblower, ex socio de Wilmer, Cutler & Pickering
- Tadashi Yamamoto, Centro de Intercambio Internacional de Japón.[3]
- William Scranton, exgobernador de Pensilvania
- Alan Greenspan y Paul Volcker, ambos jefes posteriores de la Junta de la Reserva Federal estadounidense.

La primera reunión de miembros ejecutivos tuvo lugar en Tokio en octubre de 1973.De hecho la inclusión de miembros japoneses es la principal diferencia con el Grupo Bilderberg.

## Miembros
La lista de miembros de la Comisión Trilateral es pública. Existe un tope al número de miembros por cada región geográfica: 135 de Norteamérica (EE. UU., Canadá y México), 184 de Europa y 96 de Asia-Pacífico. Aceptan algunos miembros de países de otras regiones.
A septiembre de 2021 la Comisión estaba presidida por el expresidente del Banco Central Europeo Jean-Claude Trichet por Europa,  Meghan O'Sullivan por Norteamérica y Akihiko Tanaka por la región Asia-Pacífico.En 2024 el triunvirato lo formaban Axel Weber, Meghan O'Sullivan y Takeshi Ninami.
Los miembros deben dejar la Comisión cuando son designados para un cargo público.No obstante, sí pueden ser miembros parlamentarios en activo que no forman parte del gobierno.
Entre los dirigentes políticos que han formado parte destacan los expresidentes de Estados Unidos Bush padre, Jimmy Carter y Bill Clinton, el ex secretario de Estado de Estados Unidos Henry A. Kissinger y el primer ministro británico Keir Starmer.

### Participación española en la comisión trilateral
El abogado español Antonio Garrigues Walker también es miembro de la Trilateral, así como Juan Villalonga. Han sido también españoles de la Trilateral en el pasado, personalidades como Carlos Ferrer Salat, José Luis Cerón Ayuso, Emilio Ybarra, Claudio Boada Vilallonga, José Antonio Segurado, Jaime Carvajal y Urquijo y Jesús Aguirre y Ortiz de Zárate (duque consorte de Alba). En septiembre de 2013 eran miembros de la organización los españoles Ana Botín (consejera delegada de la filial británica del Grupo Santander y miembro del consejo de administración de Coca-Cola), Jaime Castellanos (empresario del sector de medios de comunicación), Alfonso Cortina (expresidente de Repsol), Pedro Miguel Echenique (físico teórico, antiguo miembro del consejo rector del Consejo Superior de Investigaciones Científicas) de 2001 a 2007) y exvicepresidente de Innobasque de 2008 a 2012), Óscar Fanjul (expresidente de Repsol), Esther Giménez-Salinas (ex rectora de la Universidad Ramon Llull y consejera del Grupo Santander), Abel Matutes (exministro de Asuntos Exteriores de España, presidente del Grupo Matutes y propietario de Fiesta Hotel Group) e Ignacio Polanco (presidente del Grupo Prisa). Otros miembros recientes han sido Javier Solana (ex Alto Representante de Política Exterior de la UE), Borja Prado (presidente de Endesa) y Fernando Rodés (consejero delegado del grupo de comunicación Havas).